# Новий Сельць (гміна Красносельц)
Новий Сельць (пол. Nowy Sielc) — село в Польщі, у гміні Красносельц Маковського повіту Мазовецького воєводства.
Населення — 497 осіб (2011).
У 1975-1998 роках село належало до Остроленцького воєводства.

## Демографія
Демографічна структура станом на 31 березня 2011 року:
|          | Загалом | Допрацездатний вік | Працездатний вік | Постпрацездатний вік |
| -------- | ------- | ------------------ | ---------------- | -------------------- |
| Чоловіки | 241     | 66                 | 154              | 21                   |
| Жінки    | 256     | 63                 | 148              | 45                   |
| Разом    | 497     | 129                | 302              | 66                   |